# 칸다하르 학살

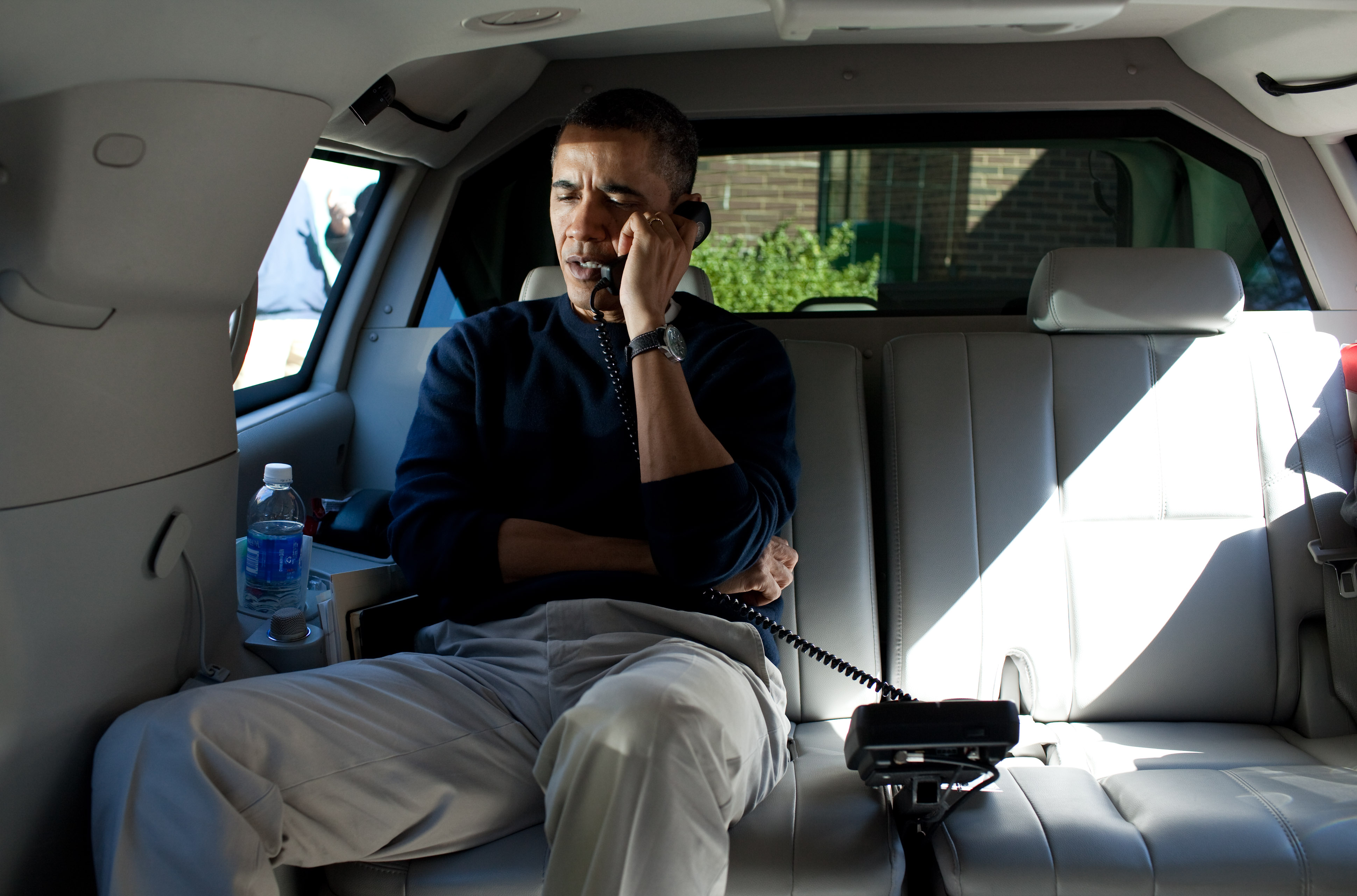
미국 대통령 버락 오바마가 하미드 카르자이 아프가니스탄 대통령과 총기 난사 사건에 대해 전화를 통해 이야기를 하고 있다.

칸다하르 학살(Kandahar massacre)은 2012년 3월 11일, 아프가니스탄 전쟁에 파병된 미국 군인 한 명이 칸다하르주 발라디와 알코자이 두 마을 사이 민가 3곳에 들어가 총기를 난사해 민간인 총 16명을 학살한 사건이다.
이 사건과 관련해 아프가니스탄 대통령인 하미드 카르자이는 이례적으로 성명을 발표해 미국 정부 해명을 요구했으며, 미국 대통령인 버락 오바마는 책임자를 처벌하겠다고 밝혔다. 이로 말미암아 양국 관계는 급속도로 악화되었으며, 아프가니스탄 하원은 항의 표시로 의사당을 폐쇄하였고, 아프가니스탄 대학생들은 항의 집회를 열었으며, 탈레반은 보복을 천명하며 각종 테러를 실행하였다.

## 같이 보기
- 아프가니스탄 전쟁 (2001년~2021년)